# Cova da Bruxa

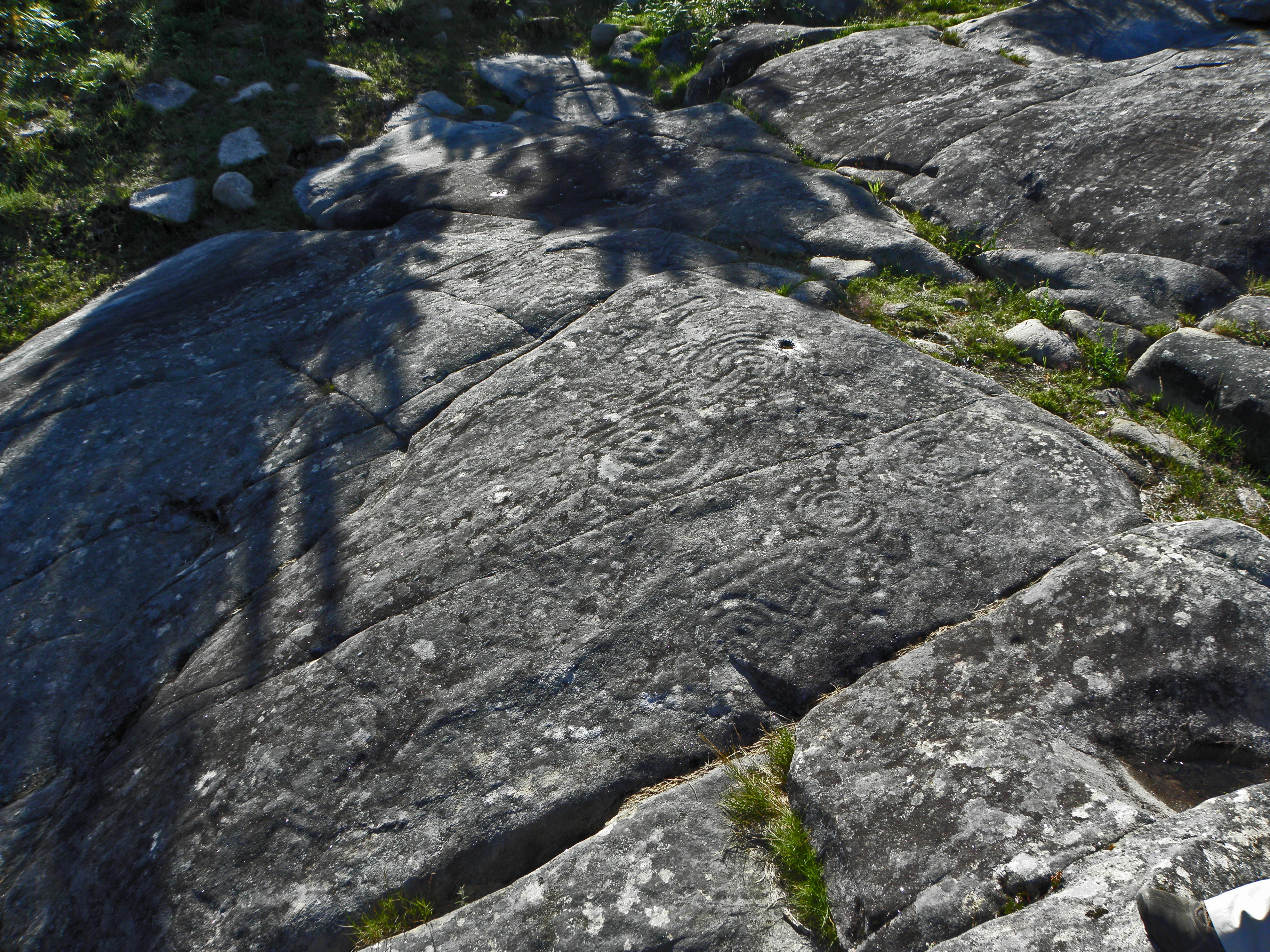
Fragment skały z widocznymi petroglifami

Cova da Bruxa – pokryta prehistorycznymi petroglifami skała, znajdująca się na stanowisku Laxa dos Encantos w Serres koło Muros w prowincji A Coruña w hiszpańskiej Galicji.
Skała ma wymiary 18×8 m. Pokrywające ją petroglify datowane są najczęściej na okres neolitu (V-IV tysiąclecie p.n.e.), choć postulowana jest także wcześniejsza lub późniejsza ich chronologia. Przedstawiają one wizerunki jeleni, często o bardzo rozłożystym porożu, a także postaci ludzkie i abstrakcyjne symbole w postaci linii, punktów i kół.